# Protram 204 WrAs
Protram 204WrAs — чотиривісний трамвай, що був виготовлений в 2004 — 2010 рр польською компанією Protram у Вроцлаві для місцевої трамвайної мережі. 
Всього було випущено 12 вагонів.
Позначення типу 204WrAs розшифровується: що трамвай призначений для Вроцлава (Wr = Wrocław) і що живиться від асинхронних двигунів (As = Asynchroniczny). 

## Конструкція
Protram 204WrAs — односторонній чотиривісний трамвайний вагон. 
Є розвитком моделей 105Na та 105NWr. 
Підлога вагона знаходиться на 900 мм над рейкою. 
Трамвай має електрообладнання з транзисторним регулюванням. 

Асинхронні тягові двигуни розташовані на візках (по два на кожному). 
Двигуни живляться від інвертора. 
Вагони оснащені багаточленним кермовим управлінням, тому можна з’єднати трамваї 204WrAs з двовагонними поїздами та керувати ними тільки з переднього вагона. Струм береться з повітряної контактної лінії напівпантографом . 

Водійська кабіна закрита, обладнана ручним контролером 

і відокремлена від салону. 
У салоні пластикові сидіння з текстильним чохлом розташовані за компонуванням 1 + 1.

## Використання
| Держава | Місто   | Мережа               | Тип     | Рік виготовлення | Кількість | № рухомого складу |
| ------- | ------- | -------------------- | ------- | ---------------- | --------- | ----------------- |
| Польща  | Вроцлав | Вроцлавський трамвай | 204WrAS | 2004–2010        | 12        | 2601–2612         |